# Whitbread Round The World Race 1989–1990
Whitbread Round The World Race 1989-1990 seglades i många olika klasser. I detta lopp fanns för första gången en båt med endast kvinnor ombord med skeppare Tracy Edwards på båten Maiden. Trots att deras båt var mycket mindre än många av deras manliga konkurrenter, lyckades kvinnorna bra och vann 2 leg i deras klass.
Slutresultat:
| Position | Båt                | Nation         | Skeppare                                   | LOA/Des   | Tid              |
| -------- | ------------------ | -------------- | ------------------------------------------ | --------- | ---------------- |
| 1        | Steinlager 2       | Nya Zeeland    | Peter Blake (NZ)                           | 84' Ketch | 128 dagar 9 tim  |
| 2        | Fisher & Paykel NZ | Nya Zeeland    | Grant Dalton (NZ)                          | 82' Ketch | 129 dagar 21 tim |
| 3        | Merit              | Schweiz        | Pierre Fehlmann (F)                        | 80' Sloop | 130 dagar 10 tim |
| 4        | Rothmans           | Storbritannien | Lawrie Smith (GB)                          | 80' Sloop | 131 dagar 4 tim  |
| 5        | The Card           | Sverige        | Roger Nilson/Ann Lippens (S)               | 80' Ketch | 135 dagar 7 tim  |
| 11       | Fazisi             | Sovjetunionen  | Alexi Grischenko/Skip Novak/Valeri Alexeev |           | 139 dagar        |
| 18       | Maiden             | Storbritannien | Tracy Edwards (GB)                         | 58' Sloop | 167 dagar 3 tim  |
| 21       | La Poste           | Frankrike      | Daniel Mallé (F)                           | 51' Sloop | 181 dagar 22 tim |